# Etnikon apaleuteotikon metopon
EAM (polno grško ime Etnikon apaleuteotikon metopon oz. Εθνικό Απελευθερωτικό Μέτωπο) je bilo grško narodnoosvobodilno gibanje ustanovljeno 27. septembra 1941.
Demokratično gibanje, ki je združevalo domoljubne in napredne sile Grčije v boju proti okupatorju je sestavljalo več skupin ter mnogi predstavniki političnega, znanstvenega in kulturnega življenja. Vodilni element EAM je bila Komunistične partije Grčije (KPG). V vrstah EAM se je grško ljudstvo borilo proti okupatorju s sabotažami, stavkami, demonstracijami in ustanavljanjem partizanskih enot ELAS; najbolj aktivna so bila mesta. Pomembne so bile demonstracije v marcu in aprilu 1943 v Atenah in Pireju. Konec leta 1943 je EAM štela okoli 2. milijona organiziranih pripadnikov in dosegla pomembne uspehe v bojih za izgon nemškega okupatorja oktobra 1944. EAM, ki je na osvobojenih ozemljih ustanovila tudi lastno vlado, t. i. Politični komite narodne osvoboditve, je imela dejansko oblast v vsej državi vse do prihoda britanskih vojaških sil skupaj s t. i. varnostnimi enotami, ki so v tragičnih decembrskih dogodkih decembra 1944 začele zapirati in razoroževati pripadnike EAM. Slabost vodstva (posebno KPG) in interesi Velike Britanije so se manifestirali v sporazumih, podpisanih v letih 1943 - 1945: v Kasteni-Kalambaski (7. junija 1943) med predstavniki generalštaba na Bližnjem vzhodu in predstavniki ELAS in EAM, ki je ELAS postavil pod poveljstvo britanskega generalštaba; sporazum v Libanonu, sklenjen sredi leta 1944 med KPG in meščanskimi strankami zaradi ustanovitve t. i. vlade nacionalne enotnosti, v katerem je vlada zahtevala razpustitev enot ELAS ter s tem slabila narodnoosvobodilni boj vse do intervencije Angležev; ter sporazum v Varkizi podpisan 14. februarja 1945, s katerim je bil ELAS dejansko razorožen in je orožje izročil Angležem. EAM je s tem podpisom tudi dejansko prepustila oblast staremu režimu. 

## Skupine v EAM
EAM so združeno ustanovile:
- Komunistična partija Grčije,
- Kmečka, socialistična in narodnodemokratična stranka,
- Splošna delavska federacija,
- Splošna federacija družbenih uradnikov,
- Narodna solidarnost,
- del Liberalne stranke,...